# 古田和三郎
古田 和三郎（ふるた わさぶろう、1866年（慶応2年） - 1946年（昭和21年）4月24日）は、陸地測量部の測量官を務めた陸軍技師。

## 来歴・人物
慶應2年に現在の茨城県にて生まれる。陸地測量部修技所に第1期生徒として入学し、1889年（明治22年）12月に首席で卒業し陸地測量部陸地測量手（判任官）に任官した。1901年（明治34年）6月28日、陸地測量師（高等官八等）に任ぜられる。1903年（明治36年）12月26日、高等官七等に陞進し、日露戦争に従軍後、1909年（明治42年）12月27日、高等官六等に陞進。
以後、満州の測量、清国応聘、陸地測量部修技所教官等に従事した。1918年（大正7年）11月20日に陸地測量部班長に補せられ、同年12月27日高等官五等に陞進。
1921年（大正10年）12月27日依願免官となり、引き続き陸地測量部において業務嘱託となった。

## 栄典
- 1901年（明治34年）9月30日 - 正八位[8]
- 1904年（明治37年）3月18日 - 従七位[9]
- 1905年（明治38年）12月22日 - 勲六等瑞宝章[10]
- 1906年（明治39年）4月1日 - 勲五等双光旭日章、明治三十七八年従軍記章[11]
- 1909年（明治42年）5月10日 - 正七位[12]
- 1914年（大正3年）6月30日 - 従六位[13]
- 1915年（大正4年）5月29日 - 勲四等瑞宝章[14]
- 1919年（大正8年）7月31日 - 正六位[15]
- 1920年（大正9年）11月1日 - 大正三年乃至九年戦役従軍記章[16]
- 1922年（大正11年）1月10日 - 従五位[17]